# Danza de los incas
La danza de los incas es un baile tradicional de Bolivia que evoca el tiempo pasado de los incas, su gloria y su faceta de adoración al Sol. Esta danza se practica en varios departamentos del territorio boliviano, especialmente en el Carnaval de Oruro. 

## Danza e historia
Se considera que la danza de los incas es de las más antiguas en ser parte del Carnaval de Oruro. Se dice que la primera fraternidad dedicada a esta danza "Fraternidad Hijos del Sol "Los Incas" fue fundada el 19 de marzo de 1906 gracias al impulso de los trabajadores de la mina San José.
Los bailarines se organizan en tres columnas: en la del centro bailan los hombres y a ambos lados las mujeres. Los personajes se dividen, por lo general, en 1) ñustas: llevan pectorales y delantales con monedas plateadas colgando, además de una corona en la que se destaca el Sol o la Luna; 2) soberanos incas: llevan una corona con orejeras adornada, pectoral con el Sol representado, una capa bordada, faldón, abarcas adornadas con cintas hasta la rodilla y un cetro; y 3) chasquis: llevan una blusa con pantaleta, una chuspa y una cinta en la cabeza. Francisco Pizarro también es representado, así como Cristóbal Colón, Diego de Almagro y Fray Valverde. 

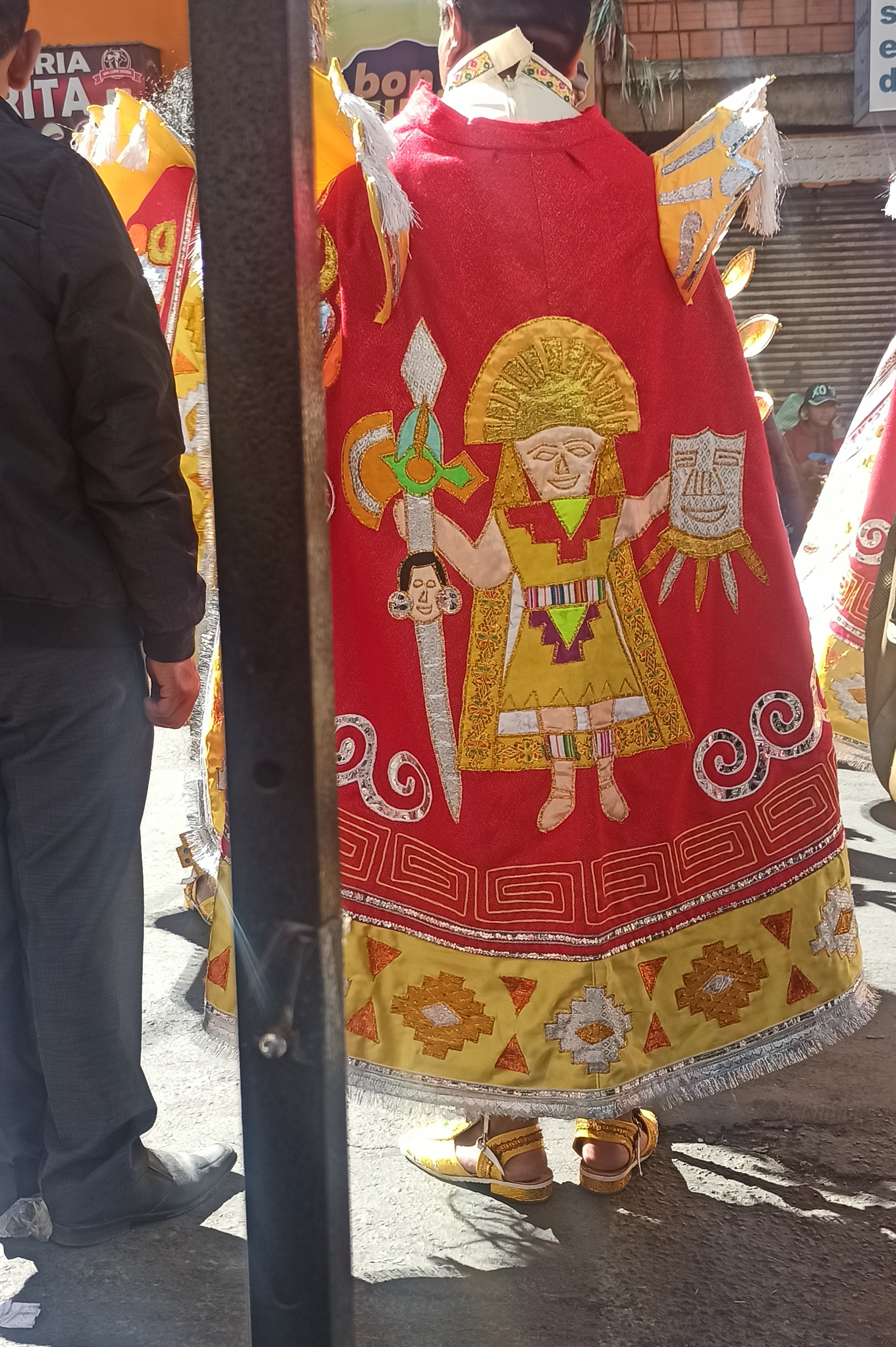
Detalle del bordado en la capa de un bailarín

Dentro de los soberanos incas es común ver representados a: Atahualpa, Huáscar, Inca Roca, Mayta Kapac, Lloqyue Yupanqui y Sinchi Roca. Asimismo, aparecen los fundadores del Tahuantinsuyo Manco Kacap y Mama Ocllo, además de los amantes Cusi Coyllur y Ollantay, entre otros menos.
La coreografía consiste en levantar la manos e ir hacia adelante, para retroceder inclinando la cabeza de forma reverencial. Respecto al atuendo, se hace evidente que hay incongruencias históricas, pues se mezclan elementos propios de la vestimenta incaica con otros de la cultura tihuanacota. Sin embargo, el escritor Jesús Lara dijo que la danza no muestra "ningún interés por ajustarse a la verdad histórica", mientras que el historiador Nathan Wachtel menciona que la danza supone un anhelo de un Pachacuti. De hecho, la danza representa el trauma de la Conquista y un mensaje de rebeldía para el pueblo derrotado que espera la vuelta del Inca.

## Controversias
La aparición de dos jóvenes fisicoculturistas y homosexuales que bailaron de incas en Gran Poder llamó la atención de la población boliviana en general. Para muchas fraternidades de Incas esta participación supuso una deshonra y una mancilla a la fe católica que muchos bailarines profesan al bailar, mientras que otras personas vieron estas reacciones como discriminadoras y homófobas.